# Khusf (Verwaltungsbezirk)
Khusf (persisch شهرستان خوسف) ist ein Schahrestan in der Provinz Süd-Chorasan im Iran. Er enthält die Stadt Khusf, welche die Hauptstadt des Verwaltungsbezirks ist.

## Demografie
Bei der Volkszählung 2016 betrug die Einwohnerzahl des Schahrestan 27.600. Die Alphabetisierung lag bei 82 Prozent der Bevölkerung. Knapp 34 Prozent der Bevölkerung lebten in urbanen Regionen.
| Zensusjahr | Einwohnerzahl |
| ---------- | ------------- |
| 2011       | 29.019        |
| 2016       | 27.600        |